# Jonny Otten
Pour les articles homonymes, voir Otten.
Jonny Otten, né le 31 janvier 1961, est un footballeur allemand.
Il évolue comme défenseur.

## Carrière
Jonny Otten joue successivement dans les équipes suivantes : Werder Brême,  VfB Oldenburg, FC Schönberg 95 et BV Cloppenburg.
Il compte également six sélections en équipe d'Allemagne.